# Commandant de l'armée de l'air ukrainienne
Le commandant de la Force aérienne ukrainienne (ukrainien : Командувач Повітряних сил Збройних Сил України (Komanduvach Povitryanykh syl Zbroynykh Syl Ukrayiny)) est le plus haut responsable de la Force aérienne ukrainienne et relève du commandant en chef des forces armées. 
Le colonel général Mikola Olechtchouk est le commandant de la force aérienne jusqu'au 30 août 2024, date de son limogeage par le président Volodymyr Zelensky.

## Liste des commandants
Pré-fusion avec les forces de défense aérienne (1991-2004)
- 1992 – 1993 : lieutenant-général Valeriy Vassyliev
- 1993 – 1999 : colonel général Volodymyr Mykhaylovtch Antonets
- 1999 – 2002 : colonel général Viktor Ivanovytch Strelnykov (détenu en 2002 en raison de l'accident du meeting aérien de Sknyliv)
- 2002 – 2004 : lieutenant-général Yaroslav Illich Skalko

Post-fusion avec les forces de défense aérienne (depuis 2004)
| No. | Portrait | Nom                                                        | Mandat          | Mandat          | Mandat           | Ref.  |
| No. | Portrait | Nom                                                        | Début           | Fin             | Durée            | Ref.  |
| --- | -------- | ---------------------------------------------------------- | --------------- | --------------- | ---------------- | ----- |
| 1   |          | Colonel général Anatoliy Toropchyn (1951–)                 | Mai 2005        | 7 novembre 2007 | 2 ans, 6 mois    |       |
| 2   |          | Colonel général Ivan Rousnak (1952–)                       | 7 novembre 2007 | 12 août 2010    | 2 ans, 278 jours | [ 2 ] |
| 3   |          | Colonel général Serhiy Onychtchenko (1954–)                | 12 août 2010    | 8 juin 2012     | 1 an, 301 jours  | ,     |
| 4   |          | Colonel général Iouriy Baïdak (1955–)                      | 8 juin 2012     | 20 juillet 2015 | 3 ans, 42 jours  |       |
| 5   |          | Colonel général Serhiy Drozdov (1962–)                     | 20 juillet 2015 | 9 août 2021     | 6 ans, 20 jours  | ,     |
| 6   |          | Lieutenant général Mikola Olechtchouk (1972–)              | 9 août 2021     | 30 août 2024    | 3 ans, 21 jours  | [ 7 ] |
| 6   |          | Lieutenant général Anatoliy Kryvonojko (1965–) Par intérim | 30 août 2024    |                 |                  | [ 8 ] |